# Grigori Chtchourovski
Grigori Iefimovitch Chtchourovski (en russe : Григорий Ефимович Щуровский), né le 30 janvier 1803 à Moscou où il est mort le 20 mars 1884, est un géologue, explorateur, paléontologue et anatomiste russe. 
Premier professeur de géologie et de minéralogie à l'université de Moscou, il occupe ce département de 1835 à 1884 et est un des membres fondateurs de la Société des amateurs de sciences naturelles, d'anthropologie et d'ethnographie.

## Biographie
Natif de Moscou, il est placé dans un orphelinat lorsque son père est tué en 1812, sa mère, Maria Guérassimovna, n'ayant pas les moyens de l'élever. Son nom de naissance est inconnu. En l'honneur d'un commerçant bienfaiteur qui donne de l'argent pour son éducation, il adopte le nom de famille de celui-ci. 
Élève du lycée de l'orphelinat (1814), il est choisi par le conseil d'administration de celui-ci pour poursuivre ses études à la faculté de médecine de l'université de Moscou. Il en sort diplômé et premier des examens en 1822. En parallèle de ses cours de médecine, il suit aussi les cours de physique, de mathématiques, de chimie, de zoologie et de botanique. Il donne aussi des cours dans le pensionnat où étudient Ivan Tourgueniev et son frère. 
En 1828, après des examens réussis pour le diplôme de médecin et d'obstétricien, il est nommé professeur de physique et d'histoire naturelle dans le département noble de l'orphelinat, où il officie jusqu'en octobre 1835 (tout en occupant le poste de médecin interne à partir d'août 1831). En 1829, il soutient sa thèse sur l'érysipèle, Dissertatio inaguralis patologo-therapeutica de erispelate, et se voit octroyer le grade de docteur en médecine.
Il obtient la chaire d'histoire naturelle à la faculté de médecine de l'université de Moscou en août 1832. Un an plus tard, il officie en zoologie et en anatomie comparée, et écrit plusieurs articles sur ces sciences qu'il publie dans les Notes scientifiques de l'université. En 1834, il rédige la première partie d'un manuel d'anatomie comparée intitulé Organologie animale, dans lequel il développe les idées évolutives du zoologiste français Étienne Geoffroy Saint-Hilaire.
En 1834, il est nommé maître de conférences en minéralogie à la faculté de physique et de mathématiques. Parallèlement, il enseigne l'histoire naturelle à l'Institut noble de Moscou. En 1835, il est nommé professeur extraordinaire au département de minéralogie et de géognosie de la 2e division de la Faculté de philosophie, puis y est promu professeur ordinaire en 1839. Parallèlement, à partir d'octobre 1835, il commence à enseigner l'histoire naturelle et la physique à l'Institut des orphelins d'Alexandre, activité qu'il poursuivra jusqu'en mars 1839.
Il effectue aussi de nombreux périples à travers l'Empire russe. Ainsi entre 1838 et 1840, il visite l'Oural, puis mène une expédition dans l'Altaï en 1844. Au cours de la première expédition, il explore les régions de l'Oural moyen et méridional, étudie des coupes de structures tectoniques et d'occurrences de minerais, explore et décrit (en partie selon des données littéraires) de nombreux gisements de minerais et de minéraux non métalliques, précieux et semi-précieux. Voyageant autour de l'Altaï, il explore les placers d'or locaux pour déterminer l'époque géologique de leur formation. Il visite ainsi Zmeïnogorsk, Zolotouchinski, les mines de Ridder, l'usine Loktevski et les parages du lac de Kolyvan. Il étudie la structure géologique de la crête de Salaïr, le bassin de Kouznetsk, examine les mines et les usines locales. Le résultat de l'expédition est publié dans son étude intitulée Voyage géologique à travers l'Altaï (Геологическое путешествие по Алтаю), qui donne une description complète et précise des minéraux qui composent les chaînes de montagnes et indique les conditions de leur formation. Il avance et étaye l'hypothèse de la séparation du système montagneux de l'Altaï de la crête méridienne de l'Alataou de Kouznetsk, qui a une structure différente dans sa direction et sa structure géologique. Son point de vue a ensuite été établi par la science géologique. Les collections qu'il a rassemblées ont servi de base aux collections géologiques et minéralogiques du bureau géologique de l'université de Moscou, dont l'organisation, la vulgarisation et les activités professorales font l'objet des années suivantes de sa carrière.
Le 26 mai 1848, Chtchourovski est nommé doyen du département de physique et de mathématiques de la faculté de philosophie. Il occupe ce poste jusqu'à son remplacement le 11 janvier 1850 par le professeur de botanique Alexandre Grigorievitch Fischer von Waldheim. Conseiller d'État (ru) à partir de 1854, il est aussi nommé professeur émérite de l'université de Moscou en 1860. De 1860 à 1863, il est de nouveau le doyen de la faculté de physique et de mathématiques.
Sur sa proposition, en 1861, le département de minéralogie et de géognosie est scindé en deux. Il devient alors le chef du département de géognosie et de paléontologie, jusqu'à sa démission en 1880.
En 1863, il fonde la Société des amateurs de sciences naturelles, d'anthropologie et d'ethnographie. Avec d'autres membres éminents de cette société, il envisage de fonder un musée. Une bibliothèque est alors créée. En 1871, le conseil de Moscou investit un demi-million de roubles pour créer le musée. Un comité est formé avec le grand-duc Constantin Nikolaïevitch comme président honoraire. La création d'un musée est alors jugée opportune dans le contexte du 200e anniversaire de Pierre le Grand ; une exposition organisée à cette occasion sera utilisée pour lancer le nouveau musée Polytechnique.
En 1868-1869, il est vice-recteur et recteur par intérim de l'université. Il reçoit en 1871 le rang de conseiller privé et est membre honoraire de l'université de Moscou à partir de 1878.
Il meurt en 1884, année où Auguste Ioulevitch Davidov (en) prend la présidence de la Société des amateurs de sciences naturelles, d'anthropologie et d'ethnographie. Chtchourovski est inhumé au cimetière Vagankovo.

## Récompenses et distinctions
- 1846 : ordre de Sainte-Anne, 3e classe
- 1848 : ordre de Sainte-Anne, 2e classe ; avec couronne impériale (1851)
- 1857 : ordre de Saint-Vladimir, 3e classe
- 1861 : ordre de Saint-Stanislas, 1re classe
- 1867 : ordre de Sainte-Anne, 1re classe